# Стара винарска изба „Тиквеш“
Стара винарска изба „Тиквеш“ (на македонска литературна норма: Стара винарска визба „Тиквеш“) е бивш комплекс от индустриални сгради в град Кавадарци, Северна Македония. Избата, която днес е в руини, е обявена за паметник на културата.
Винарната е построена в 1885 година от хаджи Пане Велков (хаджи Паис), който в същата година основава и винарската компания. Двамата със сина му Христо Велков са големи търговци на вино. Винарската им изба е първата по-голяма винарна в Тиквешията, където винарството е в подем след изграждането на железопътната линия Белград – Скопие – Солун.
Винарната е била изградена на улица „Вардарска“ № 1 (днес „Братя Хаджи Тефови“ № 7), в центъра на града, в близост до семейната къща на Велкови. Комплексът от свързани помежду си сгради се състоял от изба, помещение за казаните, механа, канцелария и помощни обекти. Общата площ била 1208 m2. Най-голямата сграда била самата изба, изградена в западната част на парцела, която е с наклон от 2,5 метра на изток. Стопанските обекти са изградени в северната и източната част на двора. Над избата е било помещението за казаните и механата на Велкови, а до нея – канцеларията, от страната на улицата. В избата е имало и помещение за дегустация на виното. Механата на Велкови е била място, в което се е събирал градският еснаф.
В първите години на съществуването си избата преработва от 50 до 80 тона грозде. По-голямата част от необходимите количества грозде се е изкупувало от местното население, но винарната разполага и със собствени лозови насаждения, които били около 70 декара.